# Fafernuchy

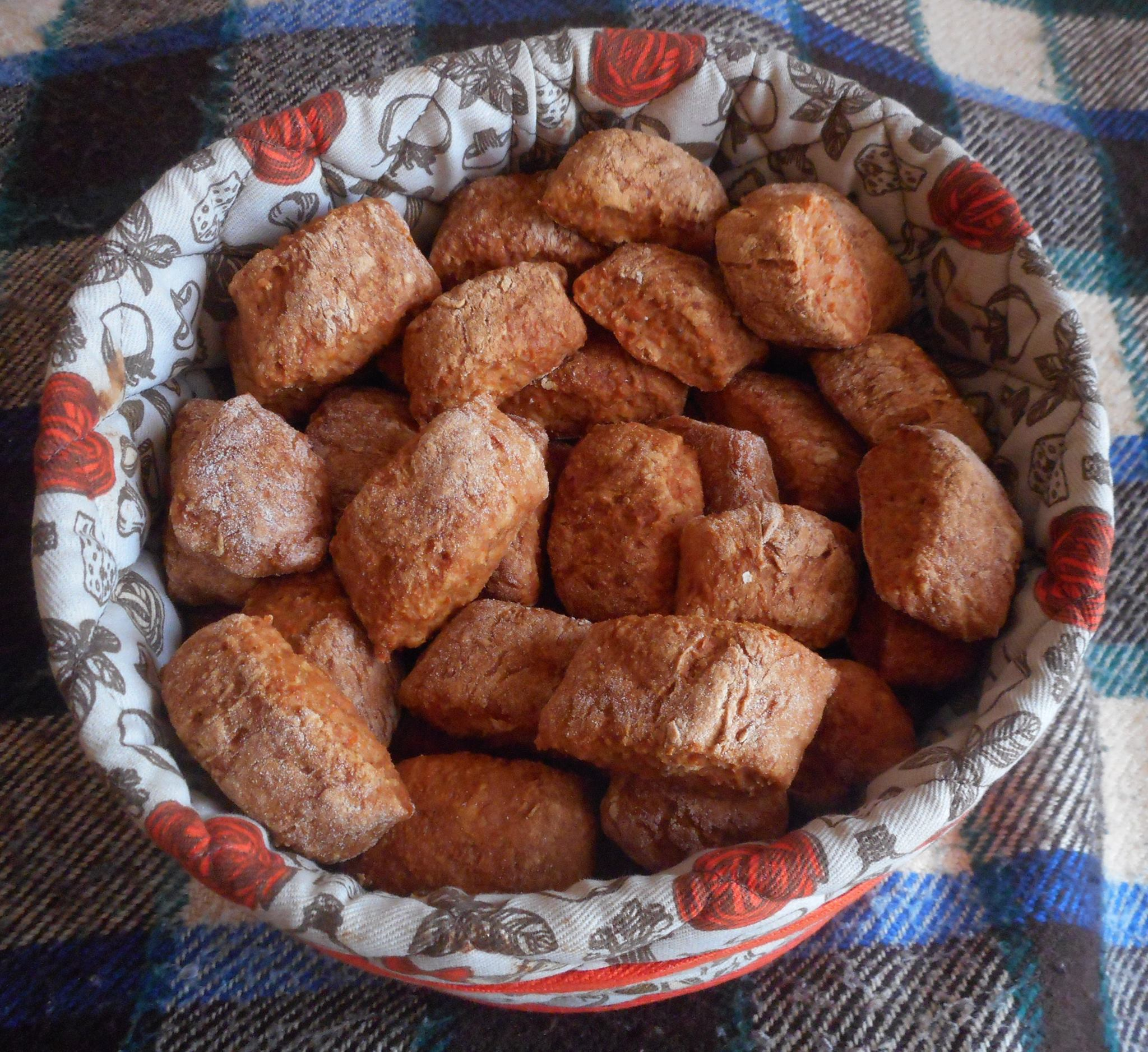
Fafernuchy z kurpiowskiej Puszczy Zielonej

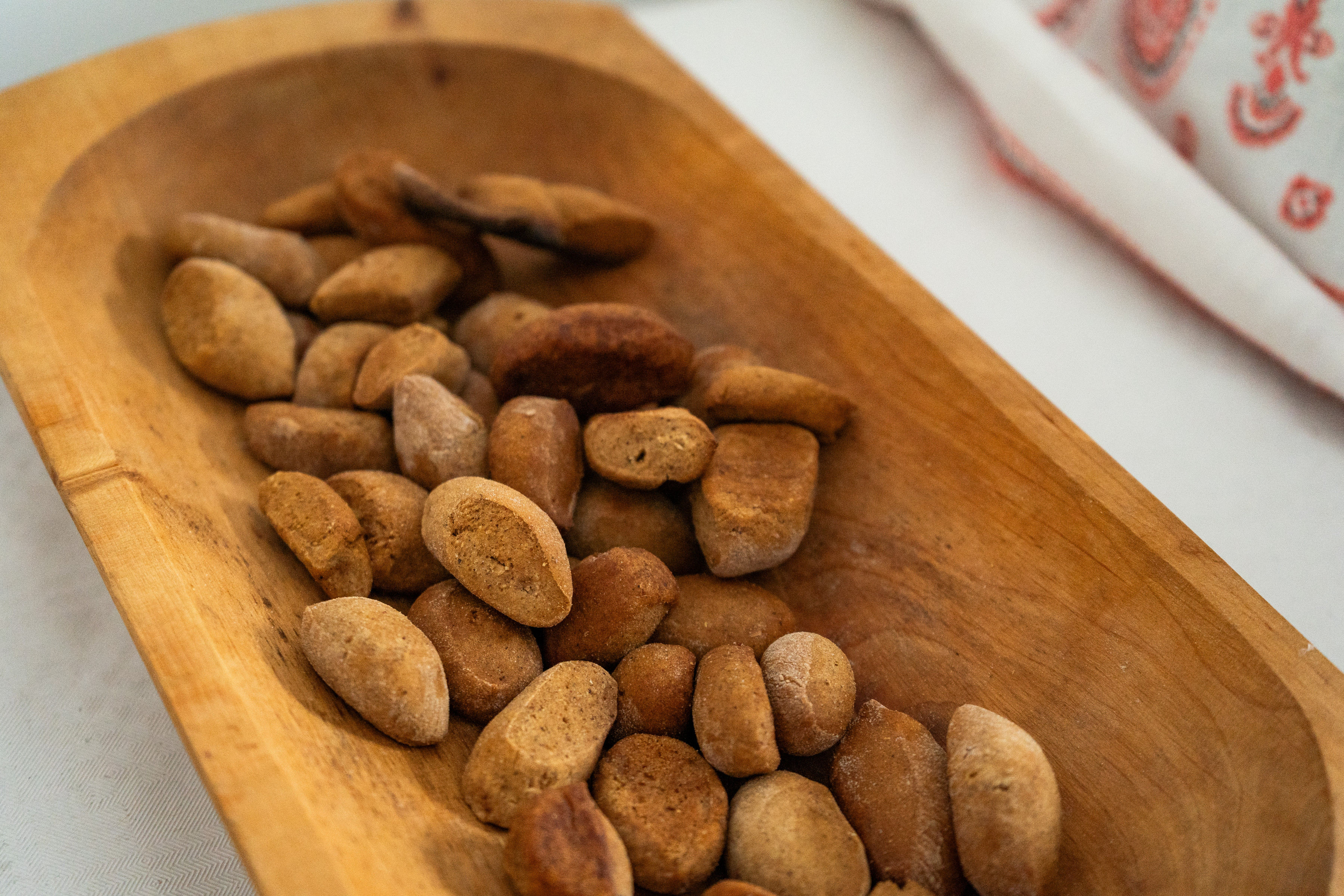
Fafernuchy z kurpiowskiej Puszczy Białej

Fafernuchy – rodzaj ciasteczek charakterystycznych dla regionu kurpiowskiego Puszczy Zielonej i Puszczy Białej, dawniej występujących także na Mazurach.

## Wygląd
Kształt podłużny, przypominający kopytka, średnio mają około 3 cm długości. Z zewnątrz wybarwione na złocisto lub ciemnobrązowo, jaśniejsze w przekroju.

## Historia
Nazwa wypieku pochodzi z języka niemieckiego: Pfeffer (pieprz), Nüsse (orzechy), czyli „twarde jak orzech ciasteczka z pieprzem”.
Ciasto wyrabiano z mąki żytniej lub pszennej z dodatkiem utartej marchwi, miodu, pieprzu i soli. Z ciasta robiono wałki, które krojono na kawałki jak kopytka, następnie układano je na blasze, potem pieczono w piecu chlebowym. Dawniej fafernuchy pieczono bez cukru, a słodzikiem był odwar z buraka pastewnego lub pasternaku. Po wyjęciu z pieca były zanurzane w miodzie. W Puszczy Białej dodawano do fafernuchów cynamon. Maria Żywirska wspominała, że w Puszczy Białej do masy dodawano kilka całych jaj i wodę. Według tradycyjnej receptury fafernuchy przygotowywane są bez spulchniaczy i mogą być długo przechowywane jak pierniki.
Ciastka są wypiekane zwyczajowo na święto Trzech Króli. Adam Chętnik nazywał ciastka nowolatkami, bo były pieczone na Nowy Rok. Przygotowuje się je często na różne uroczystości, jak festyny, kiermasze, wystawy lub targi. Są dostępne w ofercie kurpiowskich piekarni.
Wypieki miały zastosowanie w grze zwanej cetno i licho. W zabawie brały udział dwie osoby. Jedna z nich chowała w dłoni trochę ciastek, druga zaś musiała odgadnąć, czy liczba fafernuchów jest parzysta (cetno), czy nieparzysta (licho). W przypadku błędnej odpowiedzi ciastka zabierał współzawodnik, prawidłowej – zgadujący.
W 2010 fafernuchy zostały wpisane na listę produktów tradycyjnych Ministerstwa Rolnictwa i Rozwoju Wsi.